# Spiniella grandituberculosa
Spiniella grandituberculosa is een hooiwagen uit de familie Zalmoxioidae.